# Tripp
Tripp és una població dels Estats Units a l'estat de Dakota del Sud. Segons el cens del 2000 tenia 711 habitants.

## Demografia
Segons el cens del 2000, Tripp tenia 711 habitants, 321 habitatges, i 183 famílies. La densitat de població era de 473,3 habitants per km².
Dels 321 habitatges en un 21,2% hi vivien nens de menys de 18 anys, en un 48,9% hi vivien parelles casades, en un 6,2% dones solteres, i en un 42,7% no eren unitats familiars. En el 39,3% dels habitatges hi vivien persones soles el 24,3% de les quals corresponia a persones de 65 anys o més que vivien soles. El nombre mitjà de persones vivint en cada habitatge era de 2,02 i el nombre mitjà de persones que vivien en cada família era de 2,68.
Per edats la població es repartia de la següent manera: un 17,4% tenia menys de 18 anys, un 3,9% entre 18 i 24, un 19,4% entre 25 i 44, un 20,1% de 45 a 60 i un 39,1% 65 anys o més.
L'edat mediana era de 54 anys. Per cada 100 dones de 18 o més anys hi havia 76,8 homes.
La renda mediana per habitatge era de 24.609 $ i la renda mediana per família de 34.531 $. Els homes tenien una renda mediana de 26.500 $ mentre que les dones 16.397 $. La renda per capita de la població era de 16.231 $. Entorn del 13,7% de les famílies i el 18,6% de la població estaven per davall del llindar de pobresa.

## Poblacions més properes
El següent diagrama mostra les poblacions més properes.